# Linda-Marie Nilsson
Linda-Marie Ellinor Madeleine Assergård, född Nilsson, den 22 oktober 1991 i Skånes Fagerhult i Örkelljunga kommun, är en svensk författare, journalist och bloggare. Hon har fram till mars 2024 verkat under efternamnet Nilsson, men bytte då till efternamnet Assergård.

## Biografi
Assergårds journalistkarriär började 2013 som reporter på kvällstidningen Aftonbladet och därefter även på Expressen. Under sin tid som reporter skrev hon också flera uppmärksammade krönikor, bland annat om kroppsaktivism.
År 2018 debuterade Linda-Marie Assergård med boken Så lärde jag mig att älska min kropp.

### Kroppsaktivism
2012 publicerade Assergård en bikinibild på Facebook som fick viral spridning i världen. Bilden fick över 80 000 gilla-markeringar och omskrevs av medier som brittiska The Sun, Aftonbladet och Expressen. 
Under 2014–2016 skrev Assergård flera krönikor för tidningen Expressen med kroppsaktivistiskt perspektiv. Via sin blogg, Youtube-kanal och sitt Instagram-konto publicerar hon också innehåll på samma tema med sin egen hashtag #allastorlekarärvackra.
Hennes debutbok Så lärde jag mig att älska min kropp gavs ut den 9 maj 2018 av Norstedts förlagsgrupp samt Storytel. Boken beskrivs av Adlibris som en peppande och inspirerande självhjälpsbok för att hjälpa fler att älska sig själva.
I samband med boksläppet medverkade Linda-Marie i program som Nyhetsmorgon, Go'kväll och Fråga doktorn.

### Inkluderande mode
Sedan 2018 verkar Assergård främst som influencer i sociala medier där hon bland annat skapar innehåll kring inkluderande mode. I september 2024 hade hon 151 000 följare på Instagram.
2021 släppte hon sin första klädkollektion tillsammans med Ellos. 2022 släpptes hennes andra kollektion, 2023 den tredje och fjärde och 2024 släpptes hennes femte kollektion med samma företag.
Som modeexpert har Assergård också medverkat i Nyhetsmorgon på TV4.
Sedan 2020 driver hon också en egen webbutik med inkluderande och kroppspositvt mode.

### Familj
I augusti 2023 gifte sig Linda-Marie tillsammans med musikern Emil Assergård, som hon har varit tillsammans med sedan år 2015. I mars 2024 meddelade hon att hon valt att bära sin mans efternamn och vara folkbokförd som Linda-Marie Assergård.